# Awakening (佐藤博のアルバム)
『awakening / HIROSHI SATO featuring Wendy Matthews』（アウェイクニング ヒロシ・サトウ・フィーチャリング・ウェンディ・マシューズ）は、1982年6月21日にアルファレコードから発売された佐藤博4作目のオリジナル・アルバム。

## 背景
佐藤博は1975年、鈴木茂のハックルバックをきっかけにキーボーディストとして上京する。もともとは京都や関西の音楽シーン、ライブハウス拾得などで「オリジナル・ザ・ディラン」のキーボーディストとして名をはせていた。
ハックルバック解散後の1976年にレコード会社（日本コロムビア）からソロ第一作を発売。シンガーソングライターとしてソロ・デビューする。
自らの作品世界をシンガーソングライターとして発表していきたい佐藤であったが、実態はスタジオ・ミュージシャン、ピアニストやキーボーディストという演奏者としての活動ばかりとなり、徐々にギャラは高くなる一方で、自らの制作したい音楽の追求がままならなくなり行き詰まっていく焦燥感に駆られていた。そこで1979年に南佳孝『SPEAK LOW』（1979年6月21日、25AH-733）のレコーディングに参加後、それまでの数年間で資金を蓄え自らの納得できるグルーヴ（リズム）を追求するという目的を持って渡米する。

### 渡米
渡米に至った心境を以下の通り吐露している。
佐藤によると当時の貨幣価値で1000万円近くの蓄えを持って渡米したものの、いざ生活の基盤をゼロから築きあげる為には、数年間過ごそうと思って蓄えたお金も生活費のみならず自家用車の購入などの費用も嵩み1年を持たずに資金が底をつきそうになったとの事。
この頃マリア・マルダーやエイモス・ギャレットといった現地のミュージシャンと知り合いセッションに参加するようになる。そんな中、ちょうど1980年に（佐藤の恩人のひとり）アルファレコード社長の村井邦彦はYMOの売り出し以外にもA&Mレコードとの業務提携もあり、アルファレコードの現地法人であるアルファ・アメリカを設立していた。
そこで佐藤は村井に相談し、アルファ・アメリカの専属アーティスト兼プロデューサーとして働くことになった。

### 帰国
1981年、ロジャー・リンが発明したリンドラムLINN LM-1に出合う。この機材はそれまでのリズムマシンと違い、PCM音源のサンプリングしたドラムの音色を使って自らリズムパターンをプログラミングによって作れる機材であり、これがあれば自らが思い浮かぶドラミングをプログラミングによって制作できると佐藤は解釈し、以下のように語っている。
納得できるドラマーとの出会いをも求めた末での渡米だった佐藤にとって、この機材が帰国への後押しをしてくれたとの事であり、事実佐藤は1982年に帰国する。

## 録音
1982年に帰国した佐藤であるが、アメリカで本作の「デモテープ」を制作しており、それを携えての帰国であった。本作のマスター・テープは、デジタルマスターである。3M社のデジタル・マスタリング・システムで、1982年の2月より制作が始まり、1982年の4月28日に終了した。
録音は東京都港区田町にあったALFA STUDIO “A”で行われ、マスタリングは横浜市神奈川区にあるJVC/日本ビクター株式会社のJVC CUTTING CENTERで小鐵徹の手により行われた。

## 作品
自分でも、前々から作りたいと思っていたものに一番近付けました。
ほかのミュージシャンと一緒にやると、自分の意思を徹底したいという意味ではどうしても埋められない部分があって、それがジレンマになっていた。
リンドラムLINN LM-1を使うことで、京都時代の多重録音のころと同じ感覚に戻れたんです。自分にはこれが合っていると思いました。

## 収録曲
| 全編曲: 佐藤博。 |                                            |                    |                    |       |
| #                | タイトル                                   | 作詞               | 作曲               | 時間  |
| 1.               | 「AWAKENING（覚醒）」                      |                    | 佐藤博             | 2:34  |
| 2.               | 「YOU'RE MY BABY」                         | LORRAIN FEATHER    | 佐藤博             | 3:51  |
| 3.               | 「BLUE AND MOODY MUSIC」                   | LORRAIN FEATHER    | 佐藤博             | 4:39  |
| 4.               | 「ONLY A LOVE AFFAIR」                     | LORRAIN FEATHER    | 佐藤博             | 4:55  |
| 5.               | 「LOVE AND PEACE」                         |                    | Arthur K. Adams    | 4:39  |
| 6.               | 「FROM ME TO YOU」                         | McCartney - Lennon | McCartney - Lennon | 3:52  |
| 7.               | 「I CAN'T WAIT」                           | LORRAIN FEATHER    | 佐藤博             | 4:19  |
| 8.               | 「IT ISN'T EASY」                          | LORRAIN FEATHER    | 佐藤博             | 4:23  |
| 9.               | 「AWAKENING」                              |                    | 佐藤博             | 3:42  |
| 10.              | 「SAY GOODBYE」                            | LORRAIN FEATHER    | 佐藤博             | 3:27  |
| 11.              | 「BLUE AND MOODY MUSIC (WENDY'S VERSION)」 | LORRAIN FEATHER    | 佐藤博             | 4:44  |
| 合計時間:        | 合計時間:                                  | 合計時間:          | 合計時間:          | 45:05 |

## 使用機材

### AWAKENING（覚醒）
- ROLAND JUPITER-8, ACOUSTIC PIANO[7]

### YOU'RE MY BABY
- LINN LM-1, SEQUENTIAL CIRCUITS PRO-ONE, EMULATER, ROLAND JUPITER-8, KORG PS-3200, FENDER RHODES[7]

### BLUE AND MOODY MUSIC
- LINN LM-1, SEQUENTIAL CIRCUITS PRO-ONE, VOCODER, ROLAND JUPITER-8, ACOUSTIC PIANO, FENDER TELECASTER[7]

### ONLY A LOVE AFFAIR
- LINN LM-1, SEQUENTIAL CIRCUITS PRO-ONE, ROLAND JUPITER-8, FENDER RHODES, ACOUSTIC PIANO, FENDER TELECASTER[7]

### LOVE AND PEACE
- LINN LM-1, SEQUENTIAL CIRCUITS PRO-ONE, SEQUENTIRL CIRCUITS PROPHET-5, FENDER RHODES, ACOUSTIC PIANO, FENDER TELECASTER[7]

### FROM ME TO YOU
- LINN LM-1, SEQUENTIAL CIRCUITS PRO-ONE, ROLAND JUPITER-8, SYNCLAVIER II, KORG PS-3200, FENDER RHODES, FENDER TELECASTER[7]

### I CAN'T WAIT
- LINN LM-1, SEQUENTIAL CIRCUITS PRO-ONE, ROLAND JUPITER-8, FENDER RHODES, FENDER TELECASTER[7]

### IT ISN'T EASY
- LINN LM-1, SEQUENTIAL CIRCUITS PRO-ONE, ROLAND JUPITER-8, KORG PS-3200, SEQUENTIRL CIRCUITS PROPHET-5, N.V.EMINENT SOLINA STRING ENSAMBLE, FENDER RHODES, ACOUSTIC PIANO[7]

### AWAKENING
- LINN LM-1, SEQUENTIAL CIRCUITS PRO-ONE, ROLAND JUPITER-8, SYNCLAVIER II, SEQUENTIRL CIRCUITS PROPHET-5, KORG PS-3200, FENDER RHODES, FENDER TELECASTER[7]

### SAY GOODBYE
- LINN LM-1, SEQUENTIAL CIRCUITS PRO-ONE, VOCODER, ROLAND JUPITER-8, SEQUENTIRL CIRCUITS PROPHET-5, SYNCLAVIER11, YAMAHA CS-10, FENDER RHODES[7]

### BLUE AND MOODY MUSIC (WENDY'S VERSION)
- LINN LM-1, SEQUENTIAL CIRCUITS PRO-ONE, EMULATER, ROLAND JUPITER-8, KORG PS-3200, FENDER RHODES[7]

## 演奏者クレジット

### AWAKENING（覚醒）
- 佐藤博  –  キーボード、ピアノ、プログラミング[7]

### YOU'RE MY BABY
- 佐藤博  –  ボーカル、キーボード、プログラミング
- WENDY MATTHEWS  –  ボーカル[7]

### BLUE AND MOODY MUSIC
- 佐藤博  –  ボーカル、キーボード、プログラミング
- 松木恒秀  –  IBANEZ LR-10[7]

### ONLY A LOVE AFFAIR
- 佐藤博  –  ボーカル、キーボード、プログラミング、FENDER TELECASTER
- WENDY MATTHEWS  –  ボーカル[7]

### LOVE AND PEACE
- 佐藤博  –  キーボード、プログラミング[7]

### FROM ME TO YOU
- 佐藤博  –  ボーカル、キーボード、プログラミング、FENDER TELECASTER
- 鳥山雄司  –  FENDER TELECASTER CUSTOM[7]

### I CAN'T WAIT
- 佐藤博  –  ボーカル、キーボード、プログラミング
- WENDY MATTHEWS  –  ボーカル
- 松木恒秀  –  IBANEZ LR-10[7]

### IT ISN'T EASY
- 佐藤博  –  ボーカル、キーボード、プログラミング、FENDER TELECASTER、アコースティック・ギター
- WENDY MATTHEWS  –  ボーカル[7]

### AWAKENING
- 佐藤博  –  キーボード、プログラミング[7]

### SAY GOODBYE
- 佐藤博  –  ボーカル、キーボード、プログラミング
- WENDY MATTHEWS  –  ボーカル
- 山下達郎  –  FENDER TELECASTER[7]

### BLUE AND MOODY MUSIC (WENDY'S VERSION)
- 佐藤博  –  キーボード、プログラミング
- WENDY MATTHEWS  –  ボーカル
- 山下達郎  –  FENDER TELECASTER
- 鳥山雄司  –  FENDER TELECASTER SPECIAL[7]

## リリース履歴
| # | リリース       | 規格   | 品番        | 備考                                                                 |
| - | -------------- | ------ | ----------- | -------------------------------------------------------------------- |
| 1 | 1982年6月21日  | LP     | ALR-28036   | 全10曲（M-11未収録）                                                 |
| 2 | 1986年8月25日  | CD     | 32XA-91     | 初CD化                                                               |
| 3 | 2005年9月21日  | CD     | MHCL648     | リマスター+リミックス再発。                                          |
| 4 | 2014年12月10日 | 2BSCD2 | MHCL30275/6 | - 『awakening special edition』 - 未発表音源追加、BSCD2仕様2枚組。   |
| 5 | 2019年11月3日  | LP     | MHJL106     | Clear Blue Vinyl（透明ブルー）による完全生産限定アナログ盤、全10曲。 |